# Евдокимов, Валерий Александрович
Валерий Александрович Евдокимов (род. 15 июля 1941, Казань) — украинский политик, юрист, общественный деятель. Заслуженный юрист Украины.
Родился 15 июля 1941 в г. Казань (Россия) в бедной семье.
Председатель Союза юристов Украины (с 1995), президент Всемирной ассоциации юристов (с августа 2003), президент Мирового конгресса украинских юристов (с сентября 1998), президент Международного благотворительного фонда юристов Украины (с 1997), заместитель председателя Международного союза юристов (с декабря 1999), член Высшего совета юстиции Украины (с марта 1998). Академик Академии экономических наук Украины (1997), кандидат юридических наук (1997), доцент юридического факультета Академии государственной налоговой службы Украины (с 1998).
Образование: Харьковский юридический институт (1960—1964)

## Карьера
- 1957—1960 — бетонщик, электрик на предприятиях г. Харькова;
- 1960—1964 — студент Харьковского юридического института;
- 1964—1993 — на следственной и прокурорской работе в органах прокуратуры, руководитель юридических подразделений на предприятиях народного хозяйства;
- 1993—1994 — президент Одесской ассоциации юристов, 1-й заместитель председателя Союза юристов Украины;
- С 1998 — член, 1998—2001 — председатель Высшего совета юстиции Украины;
- 2001—2016 — председатель Союза юристов Украины.

## Политическая деятельность
- 1994—1998 — народный депутат Украины, заместитель Председателя Комитета Верховной Рады Украины по вопросам законности и правопорядка;
- С апреля 2002 по март 2005 — Народный депутат Украины 4-го созыва избран по избирательному округу № 9 (Автономная Республика Крым);
- 12 июня 2002 г. — секретарь Комитета Верховной Рады Украины по вопросам правовой политики

С 15 мая 2002 по 17 мая 2005 во фракции Социал-демократической, с 15 июня 2005 по 5 мая 2006 — фракции Народной партии. Секретарь Комитета Верховной Рады Украины по вопросам правовой политики (июнь 2002 — май 2006)

## Общественная деятельность
- Вице-президент Украинского союза промышленников и предпринимателей (1996-98 гг);
- Член Координационного совета по вопросам судебно-правовой реформы при Президенте Украины (1997-99 гг.);
- Член Координационного комитета борьбы с организованной преступностью и коррупцией при Президенте Украины (1995-99 гг).

## Награды
- Заслуженный юрист Украины (1996)[1],
- Орден «За заслуги» ІІ и ІІІ степени (2003[2], 1998[3])